# نبردناو کلاس رشادی
نبردناو کلاس رشادی (به انگلیسی: Reshadieh-class battleship) یک کلاس از کشتی است که طول آن ۵۵۹ فوت ۶ اینچ (۱۷۰٫۵۴ متر) می‌باشد.